# Жандосов, Ораз Алиевич
Жандосов Ораз Алиевич — казахстанский экономист, управленец и государственный деятель.
- Бывший вице-премьер Правительства Казахстана по финансовым вопросам (-2001),
- бывший руководитель Национальной компании KEGOC (по управлению электросетями),
- бывший председатель Национального Банка Казахстана
- бывший Министр финансов Республики Казахстан
- Директор Центра экономического анализа «Ракурс»
- Член Попечительского совета Научно-образовательный фонд "Аспандау"
- Член Попечительского совета Международная Академия Бизнеса

## Семья
Происходит из рода Шапырашты Старшего жуза. Родился 26 октября 1961 году в Алма-Ате.
Внук Джандосова Ураза Кикимовича — советского партийного и государственного деятеля Казахстана и Средней Азии, расстрелянного при Сталине.
Отец — Джандосов Али (Анри) Уразович (1935 г.р.), историк, мать — Пищулина Клавдия Антоновна (1934—2021), историк-востоковед, кандидат исторических наук, ведущий специалист по истории средневекового Казахстана.
Женат, имеет двух дочерей и сына.
Родственник Калиева Еркина Жакеновича, его жена Ажар Жандосова (дочь Санджара Уразовича Джандосова) приходится двоюродной сестрой Уразу Алиевичу Джандосову.

## Биография
В 1983 году окончил с отличием экономический факультет Московского государственного университета (экономист-кибернетик).
1987—1991 гг — После окончания университета работал младшим научным сотрудником Института экономики Академии наук Казахской ССР
1991—1992 гг — консультант, заведующий отделом аппарата Высшего экономического совета при Президенте Республики Казахстан
1992—1993 гг. — первый заместитель председателя Национального агентства по иностранным инвестициям при Министерстве экономики Республики Казахстан, первый заместитель министра экономики Республики Казахстан — председатель Национального агентства по иностранным инвестициям при Министерстве экономики Республики Казахстан
январь 1994 г. — январь 1996 г. — первый заместитель председателя правления Национального банка Республики Казахстан
Январь 1996 г. — февраль 1998 г — председатель Национального банка Республики Казахстан.
1997 февраль — ноябрь 1997 — Член Высшего экономического совета при Президенте РК
февраль 1998 г.- январь 1999 г. — первый заместитель Премьер-министра, председатель Гос.комитета РК по инвестициям
на 12 марта 1999 — Министр финансов Республики Казахстан
Октябрь 1999 г. — декабрь 2000 г. — президент ОАО «KEGOC»
С 7 декабря 2001 г. по 10 сентября 2002 года — председатель совета Ассоциации финансистов РК.
С ноября 2001 г. — член политсовета ОО «Демократический выбор Казахстана»,
21 ноября 2001 — Джандосова Ураза Алиевича освободили от должности заместителя Премьер-Министра Республики Казахстан (Указ Президента Республики Казахстан от 21 ноября 2001 года N 723)
с марта 2002 г. — сопредсетатель Демократической партии Казахстана «Ак жол».
8 января 2003 — Распоряжением Главы государства Джандосов Ураз Алиевич (сопредседатель Демократической партии Казахстана «Ак жол») назначен помощником Президента Республики Казахстан
9 апреля 2003 года — Ураз Джандосов назначен председателем совета директоров государственного ЗАО «Эйр Казахстан». В состав советов директоров «Эйр Казахстан» включены Батырхан Исаев-вице-министр экономики и бюджетного планирования, Нурлан Нигматулин-вице-министр транспорта и коммуникаций, Геннадий Комаров-зампредседателя комитета госимущества и приватизации министерства финансов, а также Серик Нугербеков-директор департамента финансового регулирования Минтранскома и Еркин Калиев — президент «Эйр Казахстан».
 Однако через несколько дней Жандосов объявил о том, что он не может занять эту должность потому как руководитель Air Kazakhstan Еркин Калиев является его родственником (Вопрос скорее в самой должности председателя Совета директоров такой авиакомпании, как Air Kazakhstan. Жандосов явно не готов связывать свою карьеру с чахнущей понемногу компанией. Даже самый успешный менеджер может благополучно похоронить свой имидж в Air Kazakhstan.).
20 июня 2003 — Председатель Агентства Республики Казахстан по регулированию естественных монополий и защите конкуренции в составе Совета по экономической политике (Постановление Правительства Республики Казахстан от 20 июня 2003 года N 590)
7 июля 2004 — Президент Казахстана Нурсултан Назарбаев освободил от занимаемой должности председателя Агентства по регулированию естественных монополий и защите конкуренции республики Ораза Жандосова.
29 апреля 2005 года была образована партия «Нагыз ак жол» (Настоящий Ак жол) во главе с четырьмя сопредседателями Булатом Абиловым, Уразом Жандосовым, Тулегеном Жукеевым и Алтынбеком Сарсенбаевым. Партия подала документы на регистрацию в Министерство юстиции, но приказом Комитета регистрационной службы Министерства юстиции от 22 августа 2005 года в регистрации ей было отказано. И только 17 марта 2006 года после решения Верховного суда партия была зарегистрирована в органах юстиции.
2009 г. директор Центра экономического анализа «Ракурс».
Указом президента РК от 2 декабря 2021 года награждён орденом «Парасат».